# オフィスキール
オフィスキールは、主にテレビ番組の制作およびタレント・俳優のマネジメントを行っている日本の企業。本社は、東京都港区新橋三丁目。

## 主な所属タレント・文化人
女優
- 松本来夢
- 風見梨佳
- 中村まゆみ

俳優
- 岩田和浩